# Кулеврина
Кулеврина (фр. couleuvrine, енгл. Culverin) је ватрено оружје коришћено од 15. до 17. века. Ране кулеврине појавиле су се у 15. веку као ручни топови, претеча мускета. За разлику од ових првих, малокалибарских кулеврина, које су употребљаване до краја 15. века, касније кулеврине биле су тешка артиљеријска оруђа, бронзани топови веома дуге цеви, који су коришћени до краја 17. века.

## Ручни топови
Ручно ватрено оружје, које се сматра претечама пушака, појавило се почетком 15. века: аркебузе и кулеврине биле су тако тешке и великог калибра (преко 20 мм), да су их послуживала два човека; зато се већином и не убрајају у пушке, већ у њихове претече. Прве праве пушке, мускете фитиљаче, појавиле су се у 16. веку, а почетком 17. века замењене су ефикаснијим кремењачама.
Као малокалибарско ватрено оружје кулеврина се појавила почетком 15. века у Француској, а затим у Енглеској, Италији, Немачкој. Имала је цев од бронзе, изливену изједна, уместо од кованог гвожђа и састављену из два дела, какву је имала тадашња аркебуза. Зато је била тања и знатно дужа од аркебузе, па је по томе и по боји бронзе добила име: фр. couleuvre од лат. colubra, барска змија. Цев је била смештена у дрвени кундак дужине око 1 м. У почетку је кулеврина била тешка 11-12 кг, па ју је носио и њоме руковао један човек. Касније су се појавиле кулеврине тежине 55-60, па и 100 кг, из којих се гађало са подупирача. Да би се разликовале, прве су добиле назив ручне кулеврине (фр. couleuvrine à main). Постојала је још једна врста, са металном куком или зубом са доње стране,  којим се оружје (фр. couleuvrine à croc/à crochet) за време гађања закачињало за неки чврст предмет да би се смањио ефекат трзања. Израдом јевтинијих гвоздених малокалибарских цеви из једног комада, у другој половини 15. века, бронзане су потиснуте из употребе, а тиме се изгубио и назив кулеврина за малокалибарско оружје.

## Артиљеријско оруђе
Као артиљеријско оруђе кулеврина је настала из тежње да се добију оруђа великог и средњег калибра која ће имати већи домет од бомбарди, мерзера и топова. То се могло остварити само употребом великих барутних пуњења код којих је однос између њихове тежине и тежине зрна био знатно већи (чак и 1 према 1) него код осталих оруђа где се кретао између 1 : 3 и 1 : 2. Због мале брзине сагоревања тадашњег барута било је потребно, ради потпуног искоришћења тако велике количине, да се дужина цеви толико повећа да би у њој сав барут сагорео пре него што је напусти зрно. Тако се дошло до оруђа са цевима дугачким 30-50 и више калибара. По томе су ова оруђа била слична ручним кулевринама, па су и она названа кулеврине. Таква оруђа постојала су у Француској, Шпанији, Енглеској, Италији, Шведској. Од њих је био састављен највећи део артиљерије у армији француског краља Шарла VIII у походу на Италију 1494. Калибар ових кулеврина био је 8-16 фунти.

### У Француској
Указом краља Шарла IX из 1572. о типизирању артиљеријских оруђа у Француској су биле дозвољене 3 врсте кулеврина: велика (калибра 15 фунти), бастардна (калибра 7 фунти) и средња (калибра 3 фунте). Тежине ових оруђа биле су 3.000, 1.850 и 800 кг, крајњи домети 8.000. 5.500 и 3.000, а домети којима је одговарала природна нишанска линија око 500 м код велике кулеврине и око 300 м код друге две. Велику је вукло 17, бастардну 13, а средњу 9 коња.

### У Шпанији
Према шпанском математичару и историчару с краја 16. века Луису Кољаду (шп. Luis Collado), у Шпанији је је у 16. веку било 5 врста кулеврина: полукулеврина (калибра 12 фунти), двотрећинска (од 17 фунти), кулеврина (24 фунте), краљевска кулеврина (32 фунте) и двострука кулеврина (48 фунти). Све оне, заједно са неким другим оруђима дугачких цеви, спадале су у прву класу (другу су чинили топови, трећу камењари, а четврту мерзери). Највећи домет кулеврине од 24 фунте био је 6.000 м, а домет којем је одговарала природна нишанска линија око 1.600 м.

### У Енглеској
Енглези су у 16. веку имали 3 врсте кулеврина: бастардну (калибра 4.56 инча, 1 инч = 2.54 цм), полукулеврину (калибра 4 инча) и кулеврину (калибра 5.2 инча). Прва је била тешка око 2.700 кг, друга 3.000 кг, а трећа 3.600 кг. На ратном броду Тријумф (енгл. Triumph, око 1.100 тона) из 1585. међу 40 тежих оруђа било је 14 кулеврина од 18 фунти и 7 полукулеврина од 9 фунти. Тропалубни брод из 1637. Краљевски Владар (енгл. Royal Sovereign, од 1.683 t) имао је у средњој батерији 26 кулеврина од 18 фунти, а у горњој 46 полукулеврина од 9 фунти.

## Нестанак
Назив кулеврина за одређену врсту артиљеријског оруђа престао се користити крајем 17. века из два разлога. У то време готово је престала израда оруђа са нарочито дугачким цевима, јер су употребом барута веће брзине сагоревања такве цеви постале више штетне него корисне. У Француској је већ важило правило да се не израђују цеви дуже од 3,25 м. Поред овога, уведена је све строжа типизација артиљеријског материјала, па је тако нестало шаренила у погледу калибара и изгледа оруђа, а заједно с тим њихових најчешће метафоричких назива. Оруђа сврставају само у једну од следећих трију класа: топови, хаубице и мерзери. Оруђа слична кулевринама ушла су у класу топова.